# آب‌انبار شهریار
آب‌انبار شهریار مربوط به دوره پهلوی است و در اردکان، بخش عقدا، دهستان عقدا، روستای هفتادر، محله صدر واقع شده و این اثر در تاریخ ۱۵ دی ۱۳۸۷ با شمارهٔ ثبت ۲۴۳۶۲ به‌عنوان یکی از آثار ملی ایران به ثبت رسیده است.